# Amar Não É Pecado
"Amar Não é Pecado" é o quarto single lançado em 31 de março de 2011 pelo cantor brasileiro Luan Santana, extraído do DVD Ao Vivo no Rio e tema da telenovela das 19h da Rede Globo, Morde & Assopra.
A canção estreou nas paradas da Brasil Hot 100 Airplay em abril de 2011.

## Desempenho nas tabelas musicais

### Posições
| Tabela musical (2011)                              | Melhor posição |
| -------------------------------------------------- | -------------- |
| Billboard Brasil Regional Belo Horizonte Hot Songs | 1              |

## Histórico de lançamento
| País   | Data                | Formato    | Gravadora |
| ------ | ------------------- | ---------- | --------- |
| Brasil | 10 de março de 2011 | Mainstream | Som Livre |